# 鯉魚門廣場
鯉魚門廣場（英語：Lei Yue Mun Plaza）位於香港九龍油塘的鯉魚門道80號，為區內一個大型購物中心，為當區市民提供購物消閒設施。名字是來自商場以南約1公里的著名境內海峽鯉魚門及鯉魚門村。

## 歷史
本商場為油塘邨重建計劃的一部份－第五期，前身為油塘邨（重建前）第21、25及26座。隨後房委會訂立名為「鯉魚門廣場發展規劃」，並且分為四個部份（詳見下文）、全部由香港房屋委員會興建。

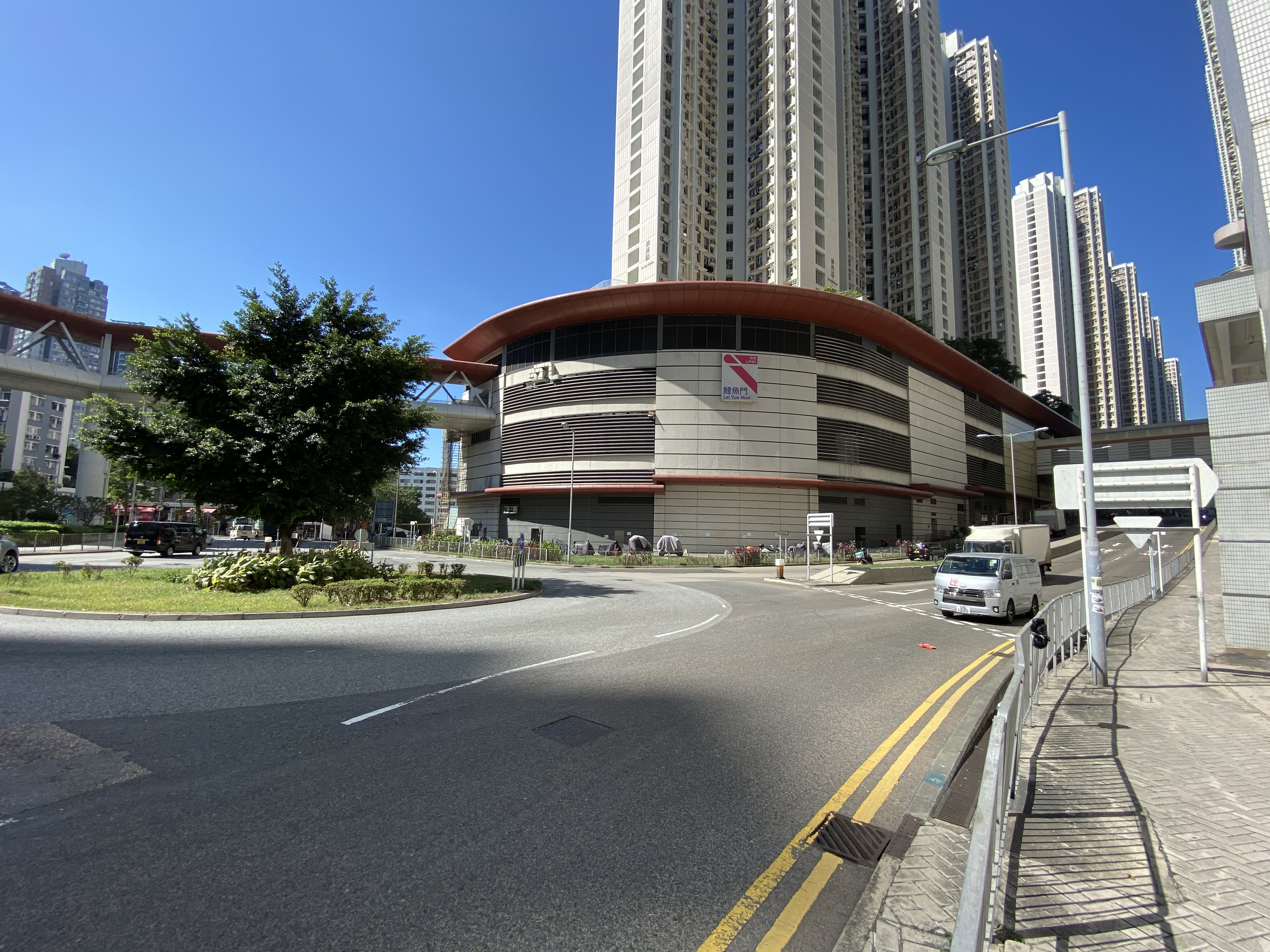
鯉魚門廣場高超道外觀，左上方為往鯉魚門邨行人天橋

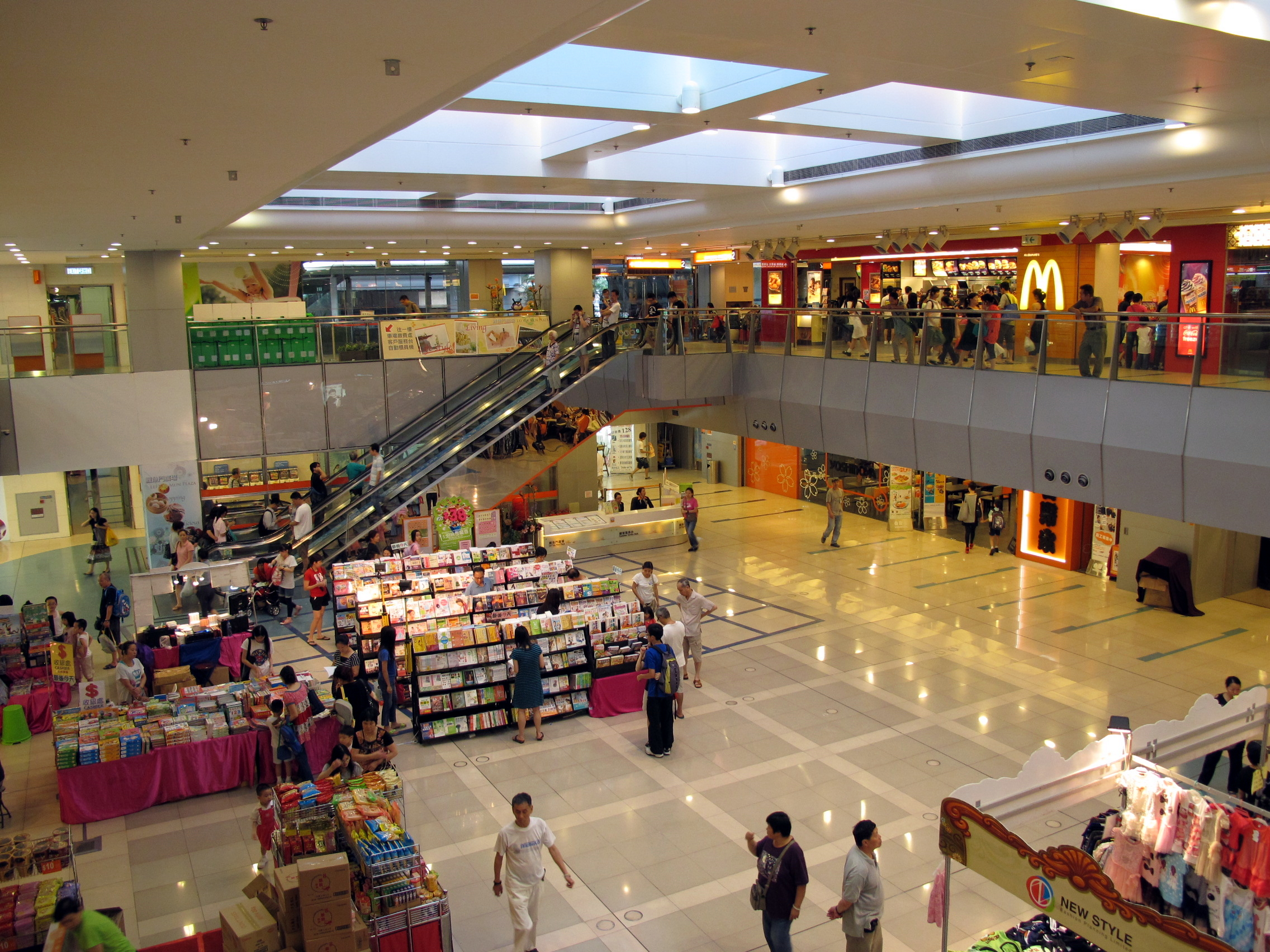
鯉魚門廣場中庭

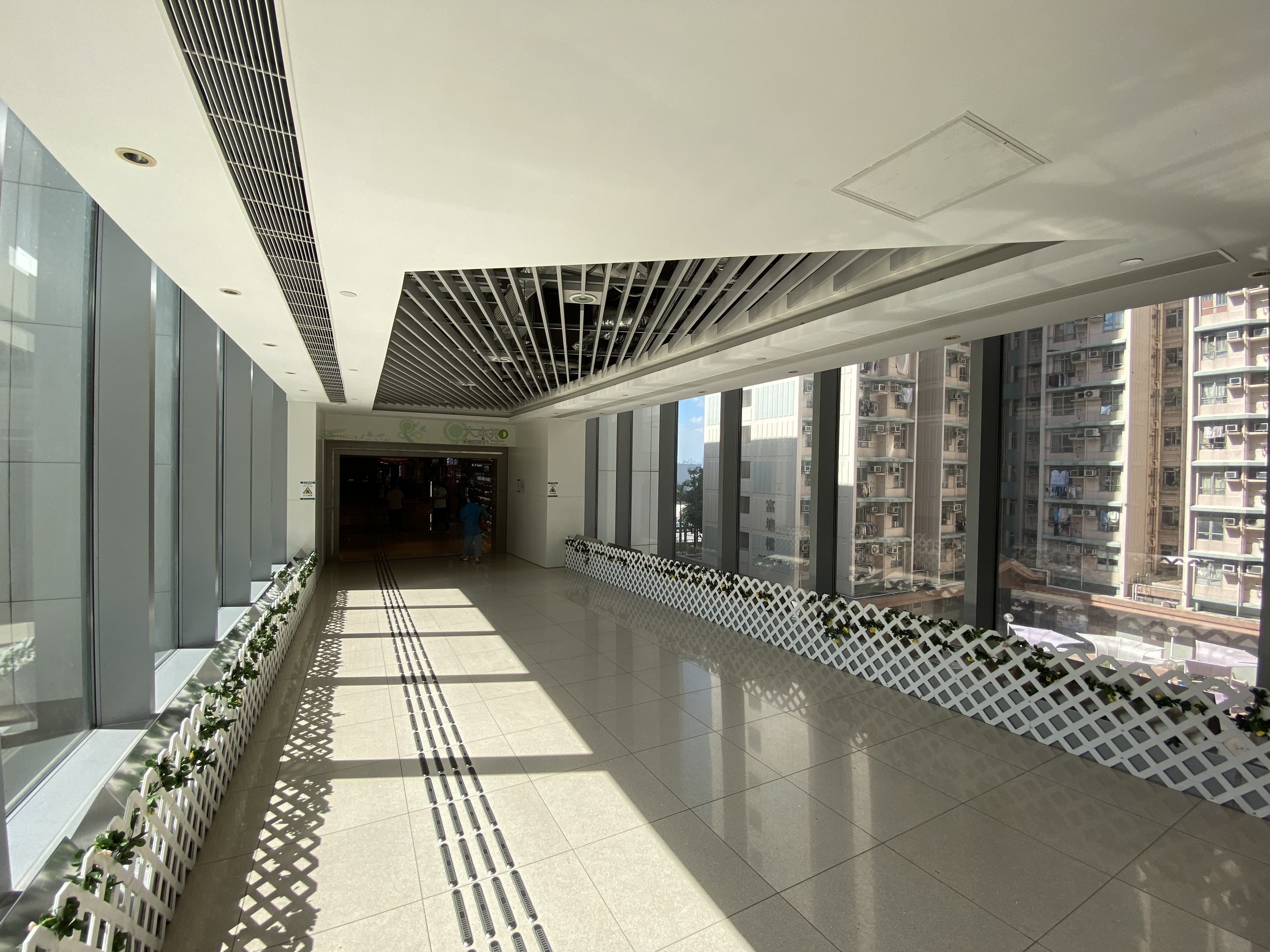
鯉魚門廣場往大本型通道

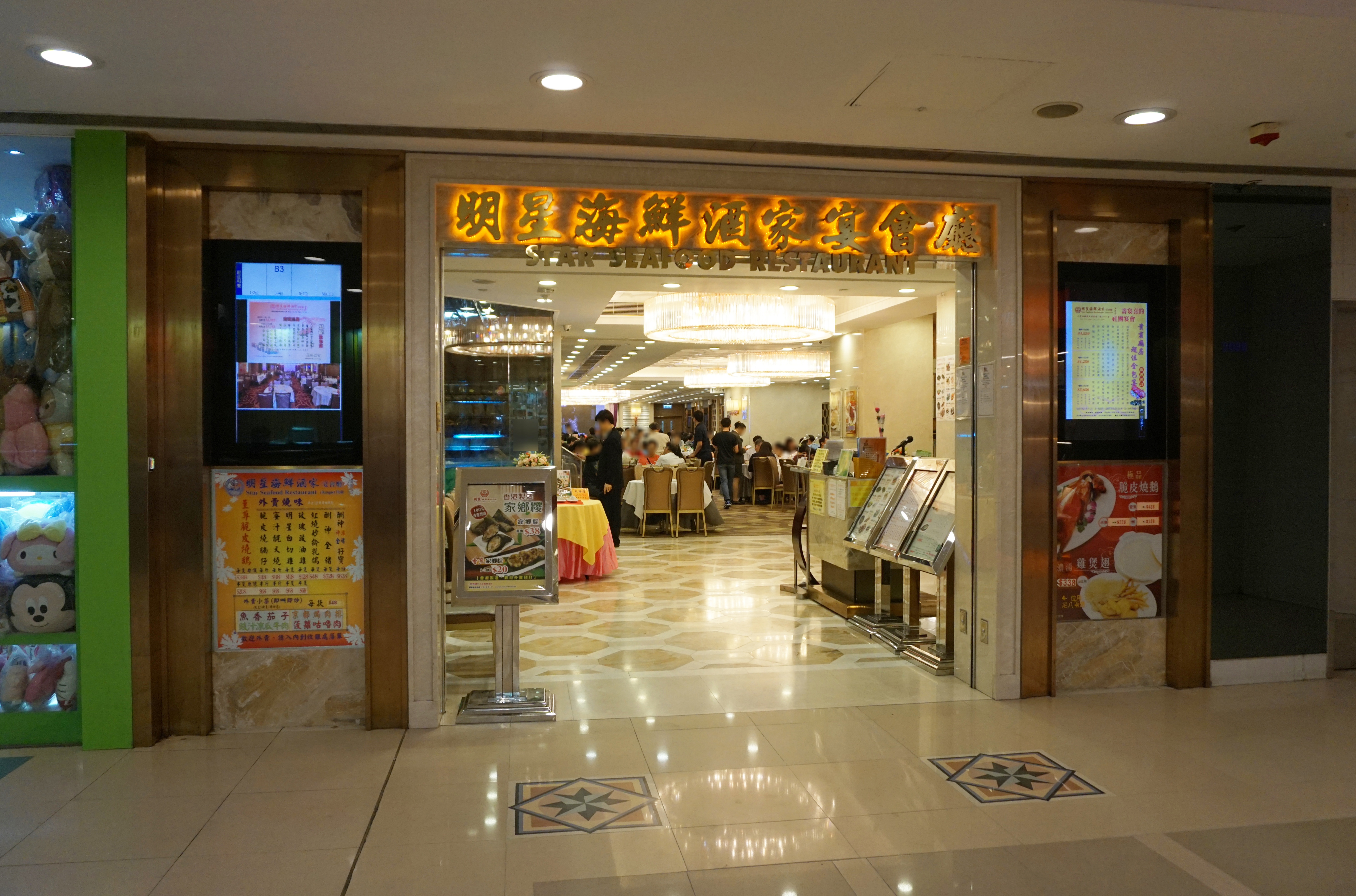
明星海鮮酒家（油塘店）（已結業）

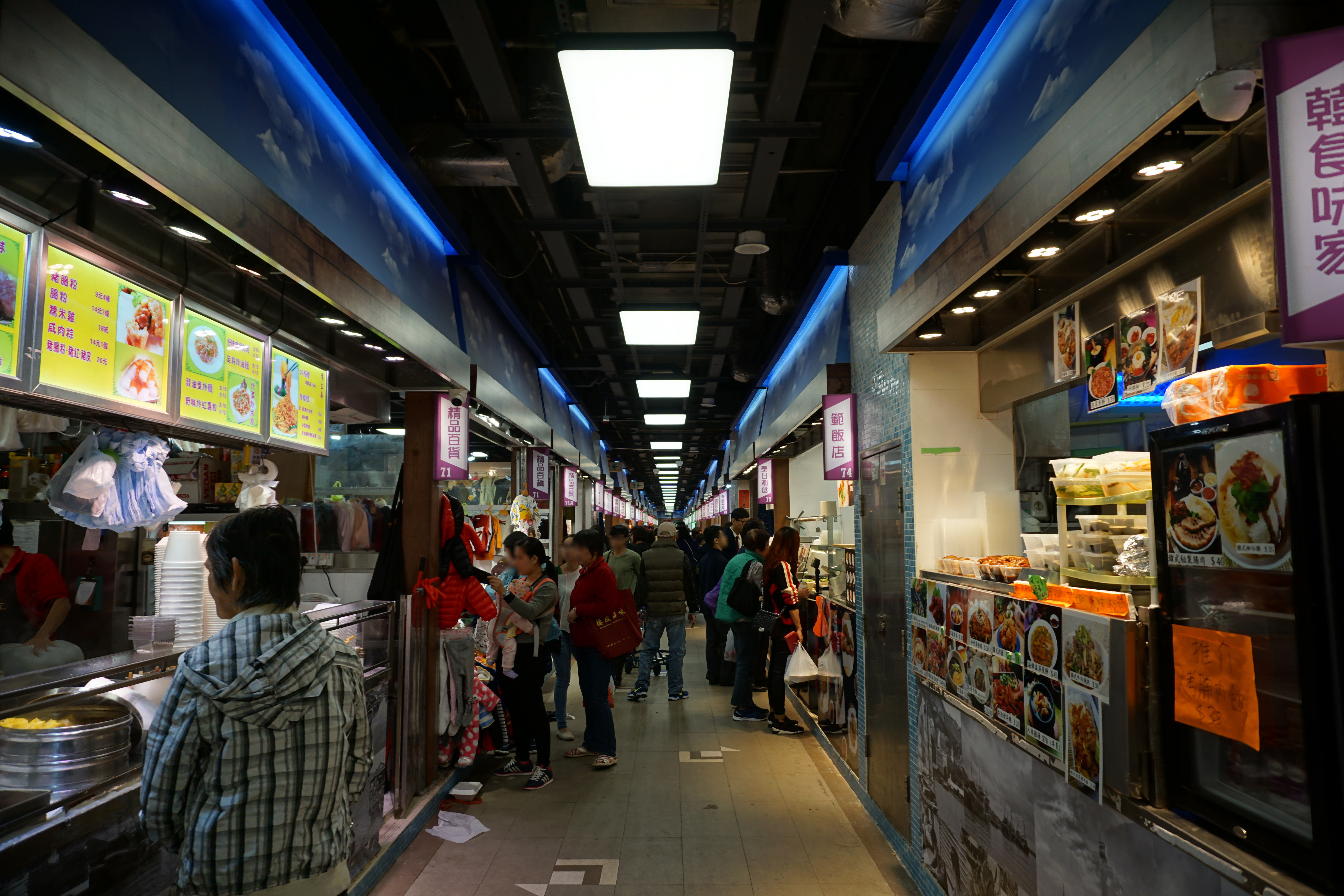
鯉魚門市場

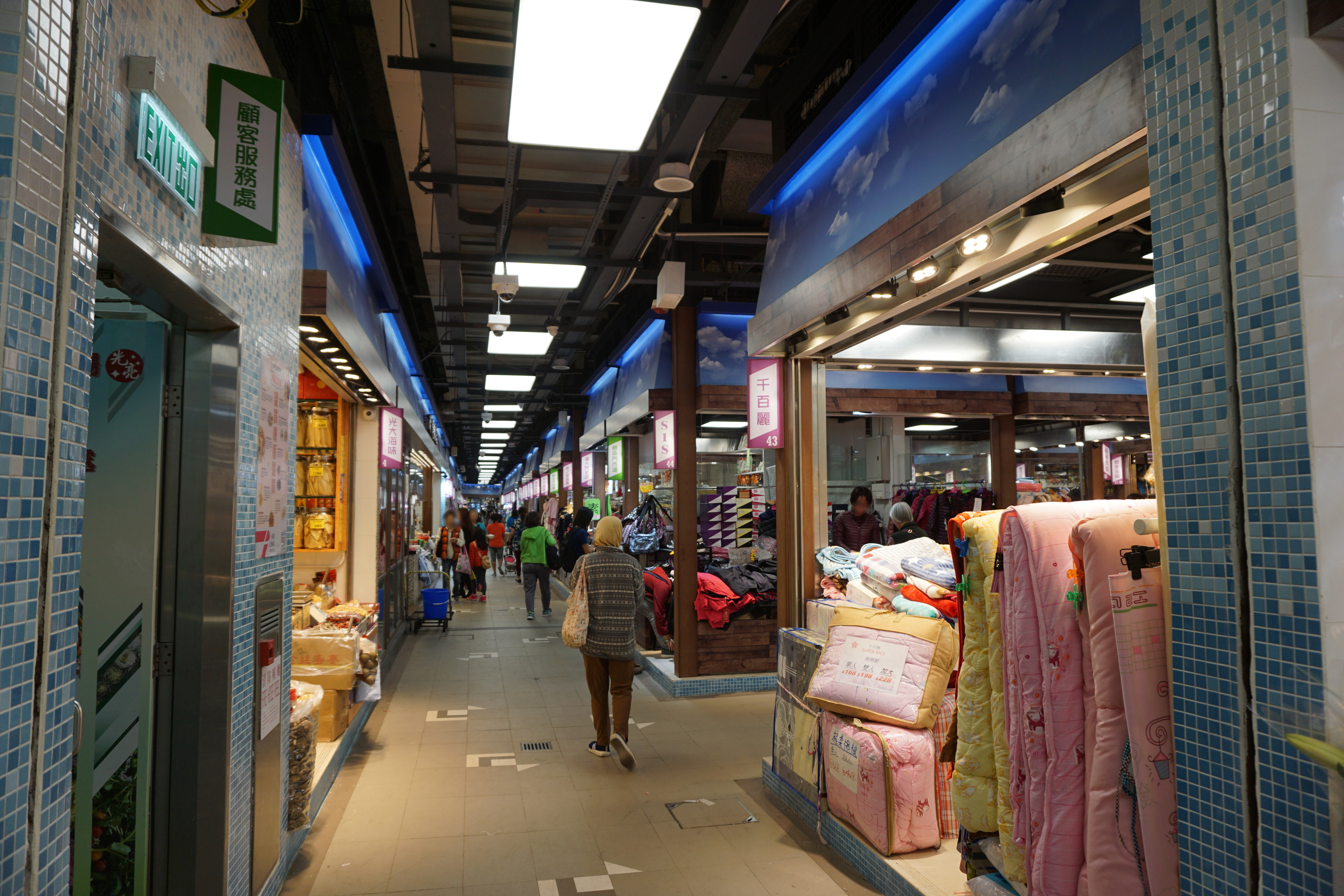
鯉魚門市場（2）

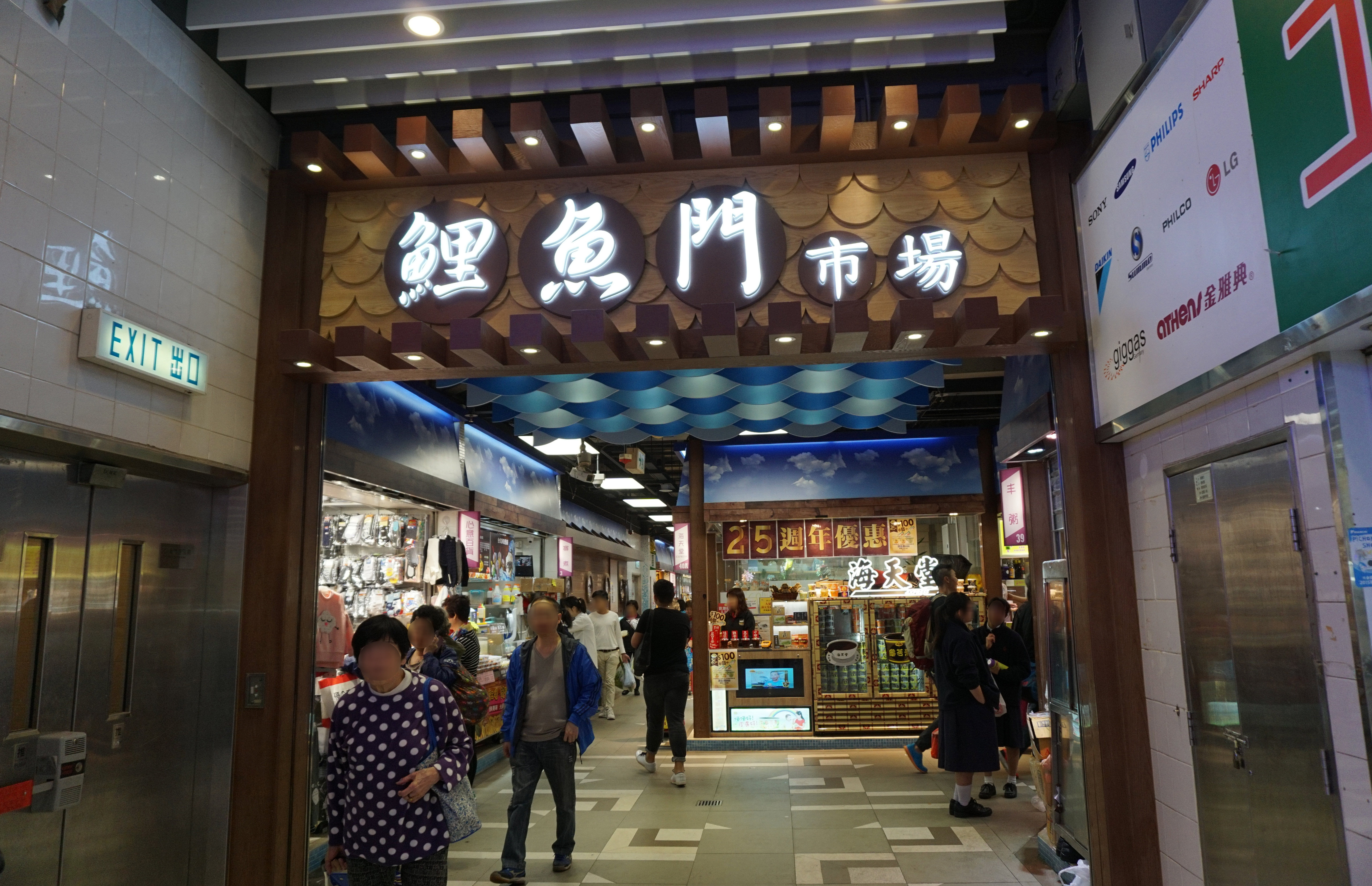
鯉魚門市場入口

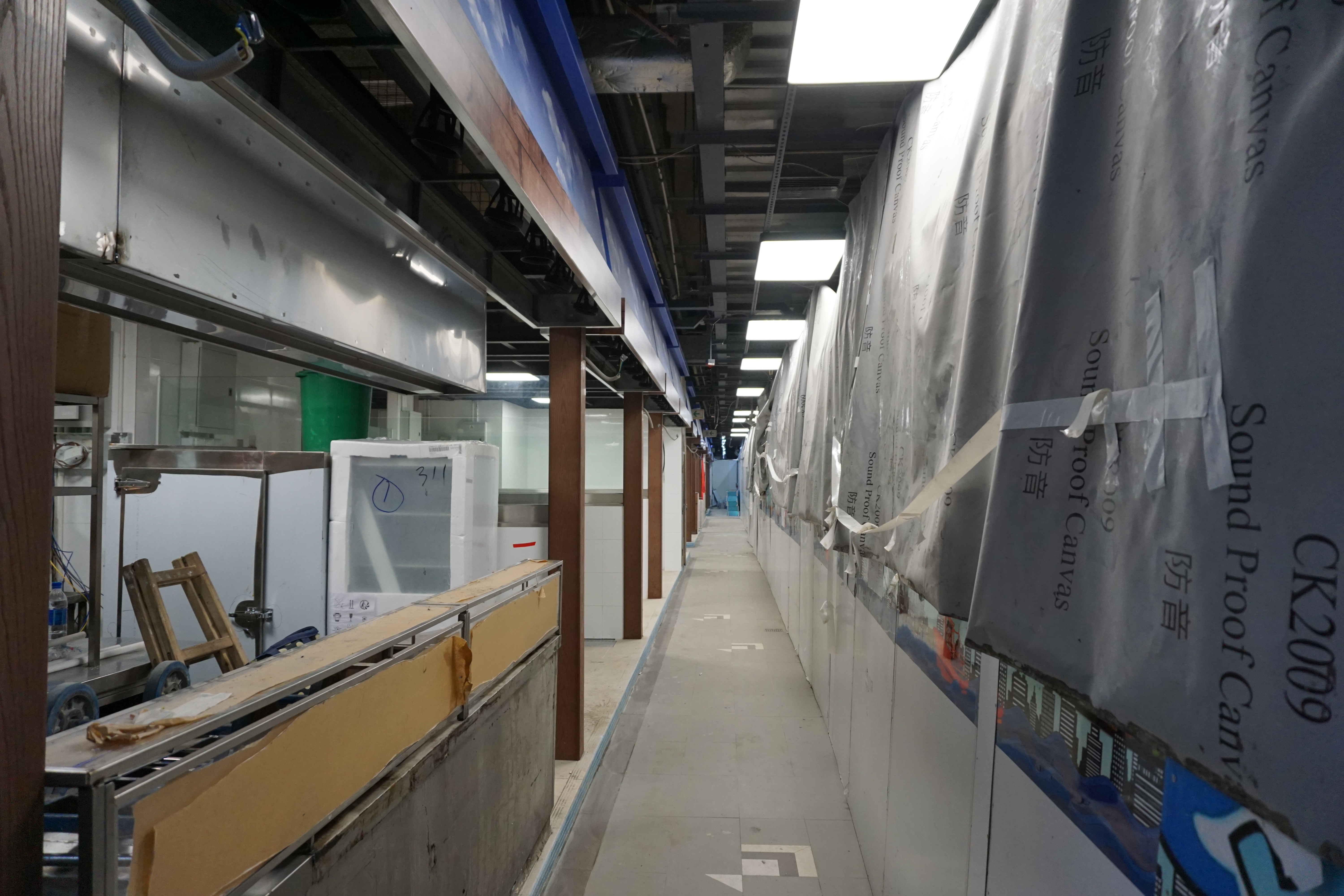
鯉魚門廣場街市翻新工程

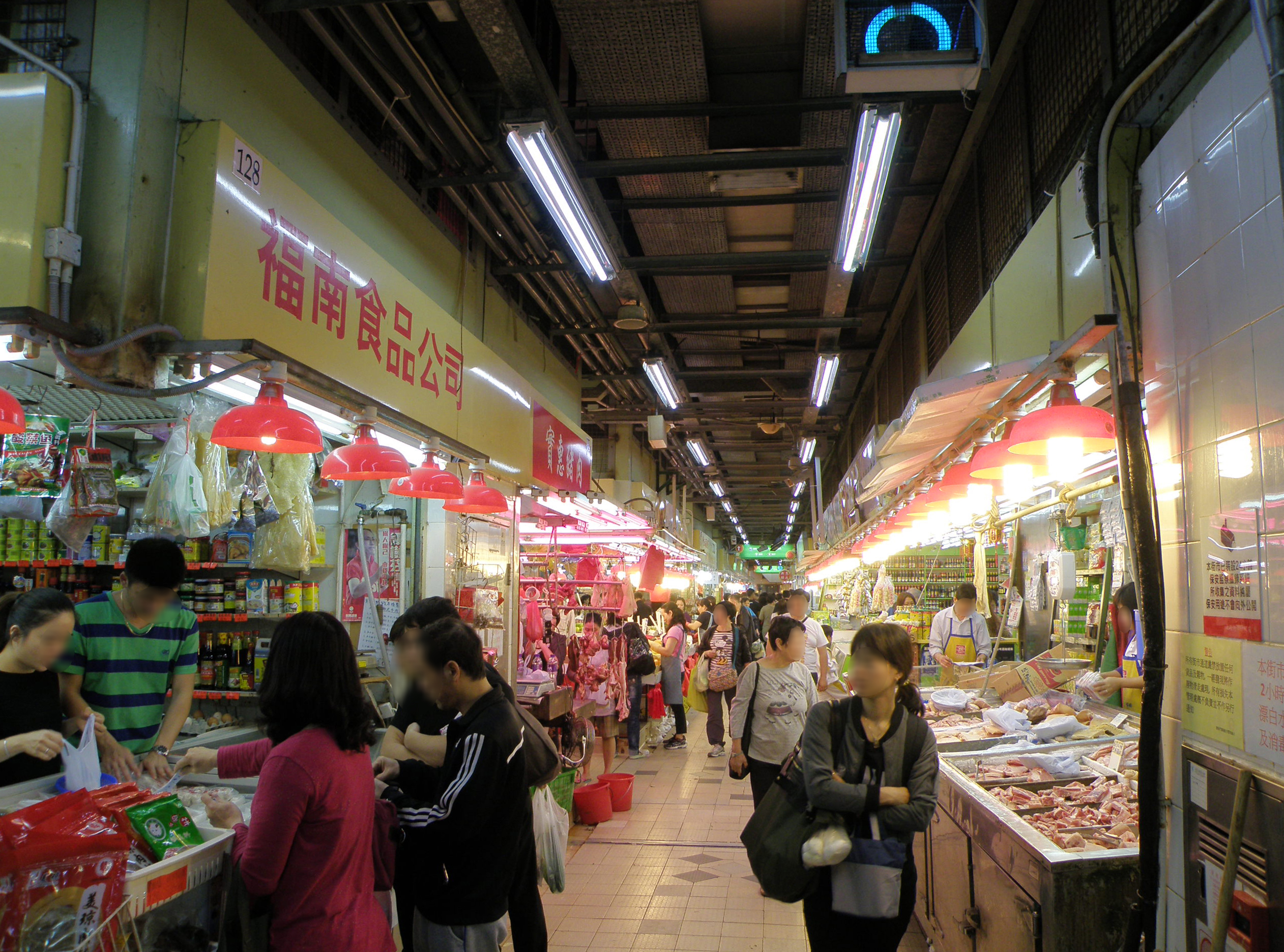
翻新前的鯉魚門廣場街市

商場原本計劃分為第一及第二期，如果成事、位於油塘邨重建計劃第五期（油美苑基座）的鯉魚門廣場第一期則稱會沿用原稱「鯉魚門廣場一期 / Lei Yue Mun Shopping Centre Phase 1」，但自房委會分拆出售物業並成立領展房地產信託基金（現稱領展）後則保持「鯉魚門廣場」的命名。
而項目其餘部份因為發展及落成年期較後、適逢領展在公眾之間引起爭議而沒有打算出售予領展，目前均由房委會管理及擁有，加上房委會建成後將餘下部份的商場另行命名，故此與原來的鯉魚門廣場已經沒有關係；不過鯉魚門廣場與大本型之間皆有三條天橋緊密連接，各分布於1樓和2樓。

## 商場簡介
根據房委會2001年架設的網頁介紹，鯉魚門廣場分為四個部份，於2001年至2012年間分四期建成：
- 第一部份：鯉魚門廣場（油塘邨重建計劃第五期，已出售並由領展持有）
- 第二部份：大本型（油塘邨重建計劃第四期，原稱鯉魚門廣場二期）
- 第三部份：油麗商場（東區海底隧道發展第三期）
- 第四部份：大本型購物廊（位於油塘站上蓋，連接大本型、油麗商場及港鐵油塘站之購物廊）

現時除第一部份為領展物業外，其他俱由房委會所擁有。

### 第一期
鯉魚門廣場第一期樓高四層，設有中央空調系統，於2001年底落成，2003年3月9日正式開幕。商場開業初期商戶包括，（地下：OK便利店、蛋撻王及王老吉涼茶）、（一樓：彩明茶餐廳、7-11便利店、惠康鮮級市場、電訊盈科、時裝店等）、（二樓：麥當勞、皇朝冰室、7-11便利店、日本城、酒樓等）。及後在2005年轉售給領展。面積達9,100平方米，轉售後商戶變得多元化。由房屋署總建築師（設計及標準策劃）及王歐陽（香港）有限公司為商場設計。商場標誌為三條不同顏色的鯉魚在游泳（寓意及呼應商場名稱「鯉魚門」），並寫上「鯉魚門廣場」「Lei Yue Mun Plaza」字樣，但其後已被領展移除。
地下設有面積達1,700平方米的整體出租街市鯉魚門市場（曾經稱為「鯉魚門廣場街市」、「光亮油塘街市」及 「太平街市」，與位於鯉魚門市政大廈的近名街市並無關連），供應各類貨品。一樓設有面積約400平方米的室內活動場地，可舉行推廣活動。
通道方面，一樓與二樓都設有共三條天橋通往大本型；一樓設有天橋通道前往高翔苑、高怡邨、高俊苑等地方，二樓設有通道連接油美苑及油翠苑的平台。
鯉魚門廣場以南有一個同樣由香港房屋委員會發展且同樣以「鯉魚門」命名的屋邨鯉魚門邨（與前觀塘（鯉魚門道）邨無關，鯉魚門邨前身為嶺南新村），兩者皆有天橋連接，但鯉魚門廣場其實是油美苑的商場基座，這種公共屋邨與同名房委會商場分離的情況在香港絕無僅有，而當中原因則無從稽考。

### 第二期
原本是鯉魚門廣場第二期的商場－大本型（Domain）位於高超道38號（曾以「天域」為建議名稱、後來改為現稱），於2012年9月29日開幕，由房委會所擁有（並非領展擁有）。
大本型由房委會以商業方式作營運，同時亦引入不少連鎖店進駐，包括大食代及屈臣氏集團分別開設美食廣場及生活百貨店。
鯉魚門廣場第二期原本計劃由房委會總建築師（設計及標準策劃）負責總體設計，甚至計劃與領展合作發展。然而因為時間不合及適逢公眾對領展之不滿日益嚴重，最終沒有與領展合作之餘，更決定自行委託萊坊及世邦魏理士協助規劃及招商外、並以設計與建造合約方式批予中國建築國際集團有限公司承建，再由承建商委托凱達環球（Aedas）建築師有限公司作建築設計，共斥資15億港元建成。

## 商戶
以下只列出部份商店

### 地下低層（LG）
- 爭鮮迴轉壽司[5]

### 地下（G）
- 鯉魚門市場
- OK便利店[6]
- 蛋撻王
- Toyo Taste 日嚐
- 唐記包點
- 東海堂

### 一樓（L1）
- 肯德基[7]
- 7-11便利店[8]
- 萬寧[9]
- 惠康超級廣場[10]
- Gitti
- QB House
- 盈健醫務中心
- 榮華參茸中西藥房
- 廣福藥業公司
- Dr. Kong 健康鞋專門店[11]
- 優品360
- FoodWise

### 二樓（L2）
- 麥當勞[12]
- 大快活[13]
- 7-11便利店[8]
- 日本城[14]
- Greenlife（電器產品）
- 青苗琴行[15]
- 油塘綜合醫務中心
- 半島漁港/阿翁火鍋館
- 創意學堂
- 銀龍飲食
- 美國冒險樂園

## 附近建築/景點
公共屋邨：
- 油塘邨
- 鯉魚門邨
- 油麗邨
- 高怡邨
- 高翔苑（部份樓宇）

私人屋苑／居屋：
- 嘉賢居
- 鯉灣天下
- Ocean One
- 油塘中心
- 油翠苑
- 高俊苑
- 高宏苑（興建中）
- 高曦苑（建築中）
- Peninsula East
- 海傲灣
- 朗譽
- 親海駅
- 曦臺
- 蔚藍東岸
- 港鐵油塘通風樓項目
- 東源街項目
- 油塘灣綜合發展項目
- 四山街8號項目

政府宿舍（原為居者有其屋屋苑）：
- 高翔苑（部份樓宇）
- 油美苑

其他建築/景點：
- 油塘工業區
- 聖雅各伯堂
- 三家村遊樂場
- 油塘工業區
- 鯉魚門
  - 三家村避風塘
  - 三家村碼頭
  - 鯉魚門市政大廈
  - 三家村
  - 馬環村
  - 賽馬會鯉魚門創意館（前海濱學校）
  - 鯉魚門天后廟
  - 魔鬼山炮台
  - 鯉魚門燈塔

## 備註
1. ↑  同樣情況出現在啟用初期的樂富中心，上蓋的樓宇宏康樓、宏逸樓、宏順樓及宏達樓當時屬橫頭磡邨，而該等樓宇在1991年改撥入樂富邨，終結相關情況

## 外部連結
- 鯉魚門廣場（領展資產管理有限公司），存于
- . 房委會.   [2019-07-31]. （原始内容存档于2002-06-04） （中文（香港））.
- 大本型官方網站 （页面存档备份，存于）